# Acugamasus hluhluwensis
Acugamasus hluhluwensis är en spindeldjursart som först beskrevs av Ryke 1962.  Acugamasus hluhluwensis ingår i släktet Acugamasus och familjen Ologamasidae. Inga underarter finns listade i Catalogue of Life.